# Milin (Starościn)
Milin – część wsi Starościn w Polsce położona w województwie lubelskim, w powiecie lubartowskim, w gminie Kamionka.
W latach 1975–1998 miejscowość należała administracyjnie do województwa lubelskiego.